# 5.....Go
A 5.....Go  a dél-koreai F.T. Island együttes 2015. május 13-án megjelent hatodik japán nyelvű stúdióalbuma, mely 11 dalt tartalmaz. A kislemezként kimásolt Primavera című dalban szerzőként Moriucsi Takahiro (Taka), a One Ok Rock együttes énekese is közreműködött.

## Számlista
| #   | Cím                     | Dalszöveg                                                 | Zene                                             | Hossz |
| --- | ----------------------- | --------------------------------------------------------- | ------------------------------------------------ | ----- |
| 1.  | To The Light            | I Dzsedzsin (Lee Jae-Jin), I Honggi (Lee Hong-gi)         | I Dzsedzsin (Lee Jae-Jin), Heaven Light          | 03:41 |
| 2.  | Primavera               | I Honggi (Lee Hong-gi)                                    | FTISLAND, Taka                                   | 04:40 |
| 3.  | Orange Days             | MOTHBALL                                                  | MOTHBALL                                         | 03:42 |
| 4.  | YES or NO               | Szong Szunghjon (Song Seung-hyeon), Kenn Kato             | Cshö Dzsonghun (Choi Jong-hun), Pak U (Park Woo) | 03:50 |
| 5.  | Tornado                 | I Dzsedzsin (Lee Jae-Jin), tomomi                         | I Dzsedzsin (Lee Jae-Jin)                        | 03:39 |
| 6.  | Crying in the Rain      | Kenn Kato                                                 | corin.                                           | 05:08 |
| 7.  | Moonlight               | H.U.B                                                     | Fudzsino Hirojuki                                | 04:41 |
| 8.  | DAYDREAMER              | I Honggi (Lee Hong-gi), Kenn Kato                         | Cshö Dzsonghun (Choi Jong-hun), Pak U (Park Woo) | 04:07 |
| 9.  | Hourglass               | MOTHBALL                                                  | MOTHBALL                                         | 04:02 |
| 10. | My Birthday             | I Honggi (Lee Hong-gi)                                    | I Honggi (Lee Hong-gi), Taka                     | 04:48 |
| 11. | FISH (Acoustic Version) | Cshö Dzsonghun (Choi Jong-hun), I Dzsedzsin (Lee Jae-Jin) | Cshö Dzsonghun (Choi Jong-hun), Heaven Light     | 04:22 |